# Pygophora luteicornis
Pygophora luteicornis är en tvåvingeart som först beskrevs av Walker 1858.  Pygophora luteicornis ingår i släktet Pygophora och familjen husflugor. Inga underarter finns listade i Catalogue of Life.